# Ben (arménien)
Cette page contient des caractères spéciaux ou non latins. S’ils s’affichent mal (▯, ?, etc.), consultez la page d’aide Unicode.
Pour les articles homonymes, voir Ben.
Ben (arménien oriental) ou pen (arménien occidental), բեն en arménien, est la 2e lettre de l'alphabet arménien.

## Linguistique
Ben est utilisé pour représenter le son de :
- en arménien oriental, une consonne occlusive bilabiale voisée ([b]) ;
- en arménien occidental, une consonne occlusive bilabiale sourde aspirée ([pʰ]).

## Représentation informatique
- Unicode[1] :
  - Capitale Բ : U+0532
  - Minuscule բ : U+0562